# 杜林猶太會堂

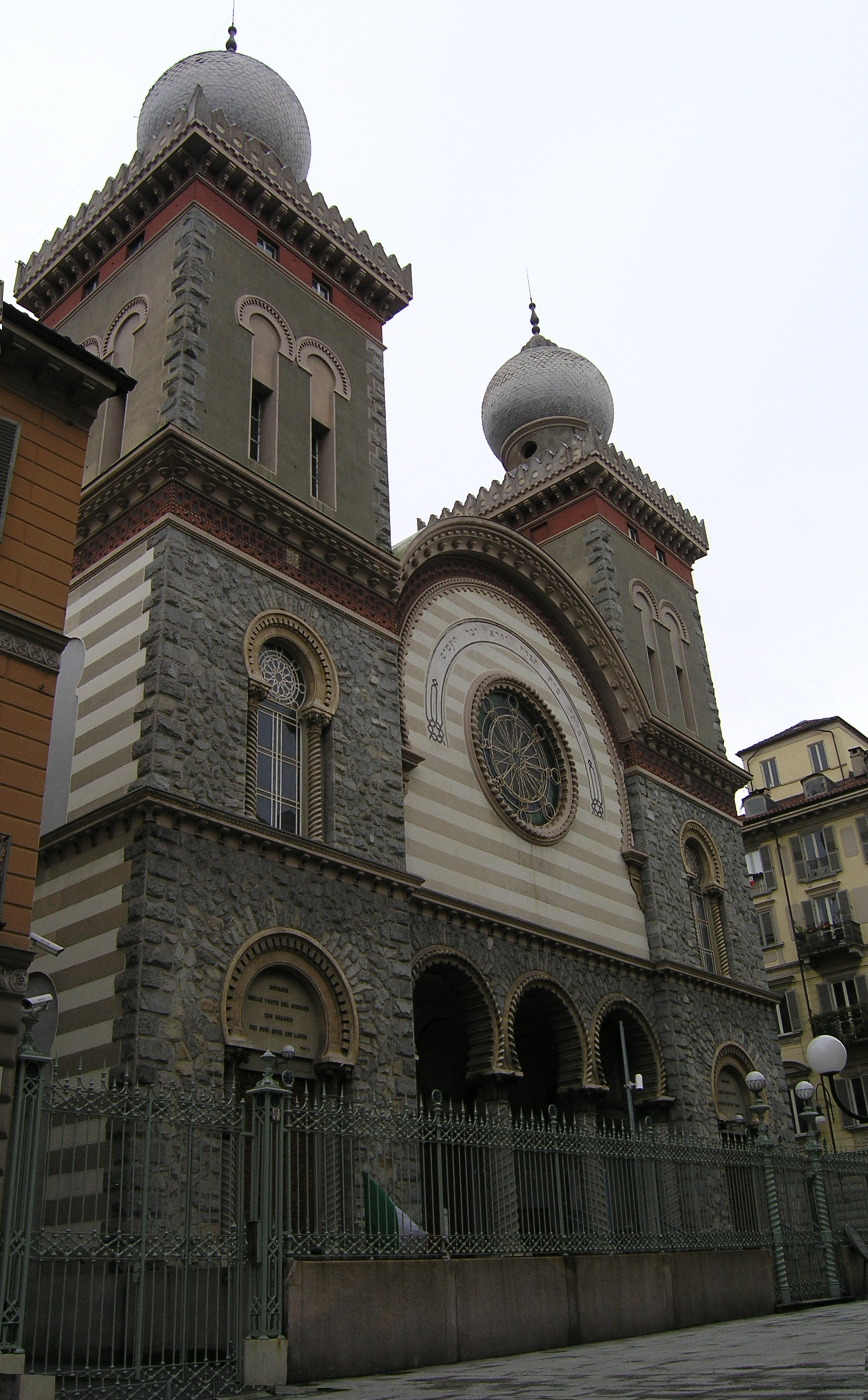
杜林猶太會堂

45°03′37″N 7°40′56″E / 45.060267°N 7.682142°E
杜林猶太會堂（義大利語：Sinagoga di Torino）是意大利北部城市杜林的一座猶太會堂。1848年時，猶太人社區希望在杜林修建猶太會堂。猶太會堂的建設計劃開始於1859年。1942年，盟軍的攻擊炸毀了這座猶太會堂。現在的猶太會堂重建於1945年至1949年。